# Bernhard Külp
Bernhard Külp (* 10. April 1933 in Freiburg im Breisgau; † 11. Dezember 2022 ebenda) war ein deutscher Wirtschaftswissenschaftler und Hochschullehrer.

## Leben und Wirken
Nach seinem Schulbesuch in Freiburg im Breisgau und der dort 1952 erfolgten Reifeprüfung studierte Bernhard Külp Volkswirtschaftslehre an der Albert-Ludwigs-Universität Freiburg und schloss dieses Studium 1955 mit der Prüfung zum Diplom-Volkswirt ab. Anschließend war er als Assistent bei Elisabeth Liefmann-Keil tätig, bei der er 1957 zum Dr. rer. pol. mit einer Arbeit unter dem Titel "Der Anteil der Arbeiter und Unternehmer am Sozialprodukt" promovierte.  Zunächst war er beim Bund Katholischer Unternehmer in Köln tätig und habilitierte sich dann 1964 an der Universität Köln. Ein Jahr später (1965) übernahm er eine Professur an der Ruhr-Universität Bochum, 1972/73 wechselte er als Professor an die Albert-Ludwigs-Universität Freiburg. 2001 wurde er dort emeritiert.
Der Schwerpunkt der wissenschaftlichen Arbeit Külps lag im Bereich der Wirtschaftspolitik und ihrem Zusammenwirken mit der Sozialpolitik. Außerdem beschäftigte er sich mit der Katholischen Soziallehre und gehörte zu den frühen Anwendern der EDV in der wirtschaftswissenschaftlichen Forschung.

## Veröffentlichungen (Auswahl)
- Hauptprobleme der Krankenversicherungsreform. Bonifacius-Druckerei, Paderborn 1959.
- Kurzgefaßte katholische Soziallehre. Bachem, Köln 1962.
- Lohnbildung im Wechselspiel zwischen politischen und wirtschaftlichen Kräften (= Volkswirtschaftliche Schriften. Bd. 84). Duncker & Humblot, Berlin 1965 (= Habilitationsschrift Universität Köln).
- Theorie der Drohung (= Sozialtheorie und Sozialpolitik. Bd. 3). Kohlhammer, Stuttgart 1965.
- Grundfragen der Wirtschaft. Eine Einführung in die Sozialökonomie. Bachem, Köln 1967.
- Streik und Streikdrohung. Ihre Rolle in der Volkswirtschaft und im Sozialprozeß. Spitz, Berlin 1969.
- (mit Josua Werner): Wachstumspolitik, Verteilungspolitik (= Wirtschaftspolitik. Bd. 3). Fischer, Stuttgart 1971, ISBN 3-437-50148-8.
- (Mitautor): Der Einfluß von Schlichtungsformen auf Verlauf und Ergebnis von Tarif- und Schlichtungsverhandlungen. Eine Meinungsumfrage (= Sozialpolitische Schriften. Bd. 28). Duncker & Humblot, Berlin 1972, ISBN 3-428-02666-7.
- (mit Robert Mueller): Alternative Verwendungsmöglichkeiten wachsender Freizeit. Ökonomische und sozialpolitische Implikationen (= Schriften der Kommission für Wirtschaftlichen und Sozialen Wandel. Bd. 4). Schwartz, Göttingen 1973, ISBN 3-509-00591-0.
- Verteilungstheorie (= UTB, Bd. 308). Fischer, Stuttgart 1974, ISBN 3-437-40015-0 (2. neubearb. Aufl. 1981, ISBN 3-437-40094-0, 3. Aufl. u.d.T.: Verteilung. Theorie und Politik, 1994, ISBN 3-8252-0308-5).
- Wohlfahrtsökonomik. Bd. 2: Maßnahmen und Systeme. Mohr, Tübingen 1976, ISBN 3-8041-2337-6.
- Der Lohnfindungsprozeß der Tarifpartner. Bestimmungsgründe, Auswirkungen, Reformvorschläge (= Erträge der Forschung. Bd. 77). Wissenschaftliche Buchgesellschaft, Darmstadt 1977, ISBN 3-534-07587-0.
- Außenwirtschaftspolitik. Mohr, Tübingen 1978, ISBN 3-8041-2364-3.
- (Mitautor): Einführung in die Wirtschaftspolitik. Rombach, Freiburg im Breisgau 1980, ISBN 3-7930-9016-7.
- Freizeitökonomie. Vahlen, München 1983, ISBN 3-8006-0988-6.
- Wohlfahrtökonomik. Bd. 1: Die Wohlfahrtskritierien (mit Eckhard Knappe). 2. Aufl. Mohr, Tübingen 1984, ISBN 3-8041-2393-7.
- (Mitautor): Sektorale Wirtschaftspolitik. Springer, Heidelberg 1984, ISBN 3-540-13654-1.
- (mit Norbert Berthold): Regelgebundene Rentenanpassung als Mittel zur langfristigen Sanierung der gesetzlichen Rentenversicherung (= Sozialpolitische Schriften. Bd. 44). Duncker & Humblot, Berlin 1984, ISBN 3-428-05545-4.
- (mit Norbert Berthold): Rückwirkungen ausgewählter Systeme der sozialen Sicherung auf die Funktionsfähigkeit der Marktwirtschaft (= Sozialpolitische Schriften. Bd. 47). Duncker & Humblot, Berlin 1987, ISBN 3-428-06165-9.
- Einführung in die Programmiertechnik ökonomischer Simulationsmodelle in dBase. Haufe, Freiburg im Breisgau 1988, ISBN 3-448-01779-5.
- C und ökonomische Simulation. Spracheinführung und praktische Umsetzung. McGraw Hill, Hamburg 1989, ISBN 3-89028-131-1.
- (mit Norbert Berthold): Grundlagen der Wirtschaftspolitik. Vahlen, München 1992, ISBN 3-8006-1695-5.
- (Hrsg.): Arbeitsmarkt und Arbeitslosigkeit. Haufe, Freiburg im Breisgau 1996, ISBN 3-448-03454-1.

Festschriften
- Eckhard Knappe (Hrsg.): Ökonomische Theorie der Sozialpolitik. Bernhard Külp zum 65. Geburtstag. Physica-Verlag, Heidelberg 1988, ISBN 3-7908-1100-9 (Schriftenverzeichnis Bernhard Külp S. 431ff.).
- Norbert Berthold (Hrsg.): Theorie der sozialen Ordnungspolitik [Bernhard Külp zum 70. Geburtstag]. Lucius & Lucius, Stuttgart 1993, ISBN 3-8282-0245-4.